# Бегущая по волнам
«Бегущая по волна́м» — роман Александра Грина 1928 года, одно из последних крупных произведений писателя.
Написан в романтическом жанре — это роман о Несбывшемся; современные критики отнесли бы книгу к жанру фэнтези.
В 2013 году роман был включён в список «100 книг», рекомендованных школьникам Министерством образования и науки РФ для самостоятельного чтения.

## Сюжет

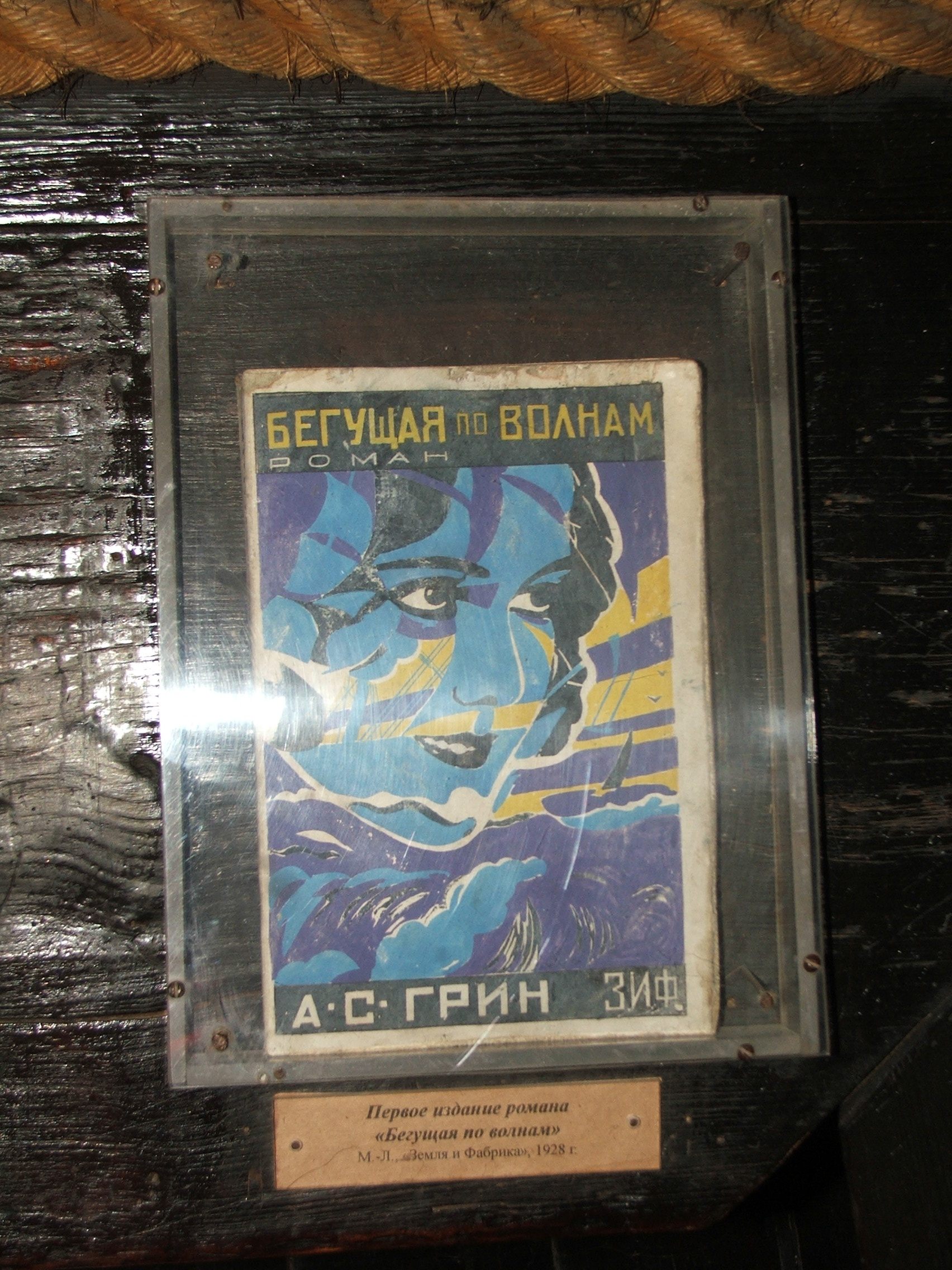
Издание 1929 года издательства «Земля и фабрика» в экспозиции Музея Грина в Феодосии

Действие романа, как и многих других книг Александра Грина, происходит в мире, в котором вместе с реально существующими странами и городами присутствуют вымышленные. Критики дали этой стране имя Гринландия (сам Грин так эту страну не называл и вообще в явном виде не описывал).
Томас Гарвей бесцельно путешествует по миру, мечтая о Несбывшемся и ожидая знаков судьбы и последующих событий, которые сделают его жизнь яркой и полной смысла. В порту города Лисс, где он оказался из-за внезапной болезни, Гарвей издалека видит девушку, поразившую его совершенством. Гарвей узнаёт, что её зовут Биче Сениэль, и грезит о встрече. В тот же день, играя в карты, он слышит беззвучный голос, произносящий слова «бегущая по волнам», и с этого момента его мысли и чувства обращены к этим словам.
Увидев в порту судно с таким названием, Гарвей испытывает непреодолимое стремление отправиться на нём в плавание и, преодолев нежелание капитана, устраивается пассажиром. Томас узнаёт, что корабль ранее принадлежал отцу Биче, но тот продал его из-за долгов. Капитан судна Гёз, обладающий взрывным и тяжёлым характером, отнёсся к Гарвею неприязненно. В пути у них происходит конфликт (подвыпив, капитан оскорбил девушку), и Гёз в ярости приказывает высадить его в шлюпке в открытое море. В последнюю секунду в лодку соскальзывает неизвестная и непонятно как оказавшаяся на корабле девушка, закутанная с головы до ног. Она говорит, что её зовут Фрези Грант и что ему нужно плыть на юг, где его подберёт судно. Гарвей сгоряча желает капитану «получить пулю в лоб», и Фрези обещает: «Он получит пулю». Велев Гарвею никому о себе не рассказывать, Фрези убегает по волнам.
Предсказание сбывается: Гарвея подбирает судно «Нырок». После тяжелой обстановки на «Бегущей» он знакомится с командой простых и искренних моряков, среди которых капитан Проктор, его племянница Дэзи и ее жених Тоббоган. Гарвею рассказывают легенду о спасшей его Фрези Грант, девушке, полтора века назад убежавшей с корабля к открывшемуся после гигантской волны неизвестному острову и с тех пор помогающей попавшим в беду морякам.
Они прибывают в город Гель-Гью в ночь карнавала. Перемещаясь с праздничной толпой, Томас видит мраморную статую, на постаменте которой написано «Бегущая по волнам». Оказывается, город был основан человеком, которого Фрези спасла, указав кораблю верный курс. Гарвей оказывается вовлечен в круговорот событий вокруг статуи, которую хотят разрушить местные дельцы, и едва не погибает сам. Старпом также пришедшей в Гель-Гью «Бегущей по волнам» Бутлер в стычке убивает капитана Геза, не хотевшего делиться прибылью от контрабандной торговли опиумом, причём именно влепив пулю в лоб. Под подозрение попадают Гарвей и Биче Сениэль, пришедшая для переговоров с Гезом о выкупе судна. Бутлер признается в убийстве; Биче, увидев, что «Бегущая» опозорена негодяями, перевозившими опий, отказывается от сделки. Гарвей испытывает сильные чувства к Биче и по ее настоянию рассказывает ей все детали событий, в том числе о встрече с Фрези. Но рационально мыслящая Биче ему не верит, доверие и намечавшиеся отношения разрушены. Гарвей прощается с командой уходящего из Гель-Гью «Нырка», и, когда он остается наедине с Дэзи, она внезапно в смятении бросается к нему.
Спустя несколько лет проданная в третьи руки «Бегущая по волнам» найдена брошенной в глухой бухте. Биче венчается с таким же рационально мыслящим Гектором Кавазом. Оставшиеся в итоге одни Гарвей и Дэзи неожиданно находят друг друга — к взаимному счастью. Они женятся; стоя у моря в своем новом доме вместе со спасшим когда-то Гарвея доктором Филатром, все трое, верные и верящие своим чувствам, слышат голос Фрези Грант: «Не скучно ли вам на темной дороге? Я тороплюсь, я бегу…».

### Эпиграф
Эпиграф романа — цитата из романа «Где рождаются циклоны» французского романиста Луи Шадурна
«Это Дезирада… О Дезирада, как мало мы обрадовались тебе, когда из моря выросли твои склоны, поросшие манцениловыми лесами.»

## Экранизации
- 1967 — Бегущая по волнам — советско-болгарский фильм режиссёра Павла Любимова по мотивам романа.
- 1983 — Человек из страны Грин (телеспектакль) — советская постановка по мотивам романов «Бегущая по волнам», «Дорога никуда».
- 2007 — Бегущая по волнам — российский фильм режиссёра Валерия Пендраковского по мотивам романов «Бегущая по волнам», «Дорога никуда», «Золотая цепь» и других произведений писателя.

## Оценки
Многие деятели культуры оставили восторженные отзывы о романе. Например, Кир Булычёв писал:

…Мне попалась книжка в голубой обложке, с парусником на ней. Называлась она «Бегущая по волнам». Почему-то случайно один роман Грина был издан вскоре после войны.
Я был потрясён этой книгой. Я и до сих пор потрясён этой книгой. Я её читаю раз в год.
Я догадался тогда, что этот самый Грин написал не только «Бегущую по волнам». Но что — не мог никак узнать, пока его не принялись громить в журналах и газетах как вождя космополитов, к счастью для него, давно усопшего.